# Tyskie
Tyskie è una marca di birra della Polonia, prodotta a Tychy dall'azienda Kompania Piwowarska, del gruppo Asahi Group Holdings.
Attualmente la Tyskie è una delle più note birre polacche e, secondo uno studio del 2004, copre circa il 14,7% del mercato interno.

## Tipologie
La tyskie è prodotta oggi in due diverse varianti:
- Tyskie Gronie: la sua produzione è basata su una ricetta del XVII secolo. È una birra leggera, dal gusto pieno ma sempre con un delicato sapore di luppolo ed un tenore alcolico pari a 5,6%.
- Tyskie Książęce: anch'essa leggera ma dal gusto più pieno e tondo e con un contenuto superiore di anidride carbonica e con un contenuto alcolico di 5,7%.

## Storia
Il primo birrificio fu fondato nel 1629 e da allora, si dice, produce costantemente la propria birra. Dal 1861, il birrificio divenne noto come il "Fürstliche Brauerei in Tichau" (la principesca fabbrica di birra di Tychy) e passò sotto la gestione di Hans von Hochberg dalla casa principesca tedesca (tedesco Fürsten) Casa di Pless. Tra il 1918 e il 1939, il birrificio si fuse con le società concorrenti vicine, ma finì sotto amministrazione provvisoria dello stato polacco a partire dal 1934 a causa di tasse non pagate. Durante la seconda guerra mondiale, il birrificio fu messo sotto la gestione delle autorità occupanti. Nel dicembre 2016 l'azienda è stata acquistata da Asahi Group Holdings.

## Mercato
Tyskie è uno dei marchi leader di birra in Polonia. Ha anche una grande distribuzione di esportazioni attraverso la sua società madre SABMiller. Il principale marchio di esportazione è Tyskie Gronie, una lager chiara al 5,0%.
Le bottiglie Tyskie sono famose per la loro confezione bianca. L'etichetta raffigura una corona reale per commemorare il re di Polonia Giovanni III Sobieski, nato nel 1629, lo stesso anno in cui la famiglia von Promnitz stabilì il birrificio nella città di Tychy. 
Nel 2004, nel birrificio è stato inaugurato il Tyskie Brewing Museum. Il Tyskie Brewing Museum rappresenta un importante "punto di ancoraggio" della European Route of Industrial Heritage in Polonia.